# Machida Tadamichi
Tadamichi Machida (sinh ngày 23 tháng 5 năm 1981) là một cầu thủ bóng đá người Nhật Bản.

## Sự nghiệp câu lạc bộ
Tadamichi Machida đã từng chơi cho Kashiwa Reysol, Kyoto Purple Sanga, Kawasaki Frontale và Tokyo Verdy.